# Edensor
Edensor – wieś w Anglii, w hrabstwie Derbyshire, w dystrykcie Derbyshire Dales. Leży w granicach Parku Narodowego Peak District, 36 km na północ od miasta Derby i 217 km na północny zachód od Londynu.
Nieopodal znajduje się rezydencja arystokratyczna Chatsworth House.